# Bulbophyllum tumoriferum
Bulbophyllum tumoriferum är en orkidéart som beskrevs av Rudolf Schlechter. Bulbophyllum tumoriferum ingår i släktet Bulbophyllum och familjen orkidéer. Inga underarter finns listade i Catalogue of Life.